# Leucopogon polystachyus
Leucopogon polystachyus är en ljungväxtart som beskrevs av Robert Brown. Leucopogon polystachyus ingår i släktet Leucopogon och familjen ljungväxter. Inga underarter finns listade i Catalogue of Life.